# 十六谷
十六谷（じゅうろくだに）は、富山県黒部市宇奈月町舟見に存在する谷である。

## 概要
別名を十六人谷（じゅうろくにんだに）と言う。
その昔、十六人の樵が谷にあった夫婦柳の夫柳を伐り倒した所、夜半、婦柳の精に襲われ、舌を抜かれて死んでしまったという伝承が由来。
伝承をアニメ化したものが『まんが日本昔ばなし』で、「十六人谷」というタイトルで放送され、全国的に有名になった。

## 所在地
- 緯度経度：北緯36度48分41秒 東経137度39分49秒 / 北緯36.81139度 東経137.66361度
- 郵便番号：〒938-0000
- 住所：富山県黒部市宇奈月町舟見明日音澤